# سیارک ۲۱۴۲۳
سیارک ۲۱۴۲۳ (به انگلیسی: 21423 Credo، نامگذاری:1998FJ79) بیست و یک هزار و چهارصد و بیست و سومین سیارک کشف شده‌است که در ۲۴ مارس ۱۹۹۸ کشف شد.
قدر مطلق سیارک برابر ۱۲.۹ است.